# Милан Недић
Милан Недић (Гроцка, 2. септембар 1877 — Београд, 4. фебруар 1946) био је српски и југословенски генерал и политичар.
Он се као официр борио у Балканским ратовима и у Првом светском рату. У међуратном периоду био је начелник генералштаба и министар војске и морнарице. Смењен је и пензионисан због својих пронемачких ставова и блискости са покретом Збор Димитрија Љотића. Враћен је у службу пред Априлски рат, у ком је командовао Трећом групом армија која је имала задатак да брани најважнији део фронта на граници према Бугарској, али није пружила никакав отпор.
Недић је био председник марионетске владе у средишњем делу Србије за време окупације од стране нацистичке Немачке у Другом светском рату. За време Недићевог мандата од стране Немаца је убијено 300.000 Срба, укључујући и 80.000 у концентрационим логорима. Немачке окупационе власти су га поставиле за председника марионетске Владе народног спаса са циљем да лакше угуше устанак у Србији. Недић је био мотивисан бригом за опстанак српског народа у Хитлеровом новом поретку. Недићева влада је помагала збрињавање српских и других избеглица из НДХ у Србији. Желео је да обезбеди уточиште за Србе који су били прогоњени у другим деловима окупиране Југославије, нарочито НДХ, као и да спречи победу комуниста у рату.
Недићев режим је верно извршавао немачке захтеве, покушавајући да осигура Србији место у новом европском поретку који стварају нацисти. Краљевска влада ражаловала је Недића и осудила појединим својим декретима из 1942. године. Недић је био фасциниран немачким националсоцијализмом и покушао је да уреди Србију по угледу на Нацистичку Немачку. Недићева влада није учествовала у току Холокауста и чланови  оружаних снага његове владе нису хапсили Јевреје, већ је то чинио Вермахт. Са друге стране, Недићеве снаге су вршиле евидентирање Јевреја и податке су предавали немачким нацистима.
Са ослобођењем Србије повукао се са Немцима у Аустрију. После немачког пораза се предао западним Савезницима, који су га изручили новим комунистичким властима. Према званичном саопштењу, Недић је извршио самоубиство чекајући суђење, док неки верују да је убијен. Режимска пропаганда представљала је Милана Недића као „оца Србије”, који обнавља Србију и који је прихватио своју улогу да спасе српски народ. Током рата пружио је уточиште великом броју Срба протераних из Независне Државе Хрватске, због чега је у делу народа прозван српска мајка. Критичари Недићевог рада сматрају да је назив српска мајка неадекватан и да је Недић српска маћеха и квислинг.
Покушај званичне рехабилитације Милана Недића у Републици Србији је одбијен пред надлежним судом. Уставна жалба против наведене пресуде је поднета 2019. године и о њој до данас није одлучено.

## Биографија

### Порекло и школовање
Милан Недић је рођен од оца Ђорђа, среског начелника и мајке Пелагије, учитељице. Порекло породице Недић је из села Орашац код Аранђеловца. Мајка Милана Недића је унука кнеза Николе Станојевића и праунука кнеза Станоја Михаиловића из села Зеоке код Лазаревца. Рођена браћа Милана Недића били су Милутин Недић, такође генерал југословенске војске, и Божидар Недић, потпуковник и председник Удружења ратних војних инвалида. Преко свог прадеде Николе Станојевића Недић је био рођак са вођом покрета Збор Димитријем Љотићем и дипломатом Константином Фотићем. Недић је био ујак новинару и истакнутом зборашу Станиславу Кракову.
Гимназију је завршио у Крагујевцу и 1895. уписао Нижу школу Војне академије. Године 1904, је завршио Вишу школу Војне академије, потом Генералштабну припремну и ступио на дужност у војсци. Милан Недић се оженио Живком Пешић, кћерком артиљеријског потпуковника Петронија Пешића, са којом је добио сина Душана и кћерке Анђелију, Десанку, Бранку и Лепосаву.
У чин мајора је унапређен 1910. године.

### Балкански и Први светски рат
Избачени тако на врлети у амбисе негостољубиве Албаније, десетковани глађу и болешћу, тучени дедобом у беспутној и дивљој земљи, сачекивани и мучки, из заседа, од Арнаута пушкарани, ми смо се кретали немо и на том путу умирали од најстрашније смрти која уопште човека може снаћи: од зиме и глади. Ишли смо стално и стално дефиловали поред својих другова који мртви лежаху лево и десно од нас, поред пута.

— Милан Ђ. Недић о Албанској голготи
Служио је током Балканских ратова и примио је бројна одликовања и медаље за храброст. У чин потпуковника је унапређен 1913. године.
Године 1915, током Првог светског рата је унапређен у пуковника и служио је у генералштабу као најмлађи пуковник у српској војсци. Током српског повлачења преко Црне Горе и Албаније од новембра 1915. до јануара 1916, његови војници су чували одступање српске војске. Године 1916. је именован за ордонанс-официра краља Петра . У септембру 1918. командовао је Пешадијском бригадом Тимочке дивизије приликом пробоја Солунског фронта.

### Служба у Југословенској војсци
Након рата, Недић је наставио да служи као командант Пешадијске бригаде, пре него што је именован начелником штаба Четврте и Треће армијске области као и командантом Дравске дивизијске области. У чин дивизијског генерала је унапређен 1923. и коначно у чин армијског генерала 1930. године. Између 1934. и 1935. био је начелник Главног генералштаба југословенске војске.
Постављање Недића за министра војске и морнарице Краљевине Југославије 1939. у влади Цветковић-Мачек, пружило је шансу Димитрију Љотићу да оствари утицај у Југословенској војсци. Везу са Љотићем Недић је одржавао и преко начелника свог министарства пуковника Милоша Масаловића, истакнутог збораша и Љотићевог пријатеља.
Италијанска инвазија Грчке представљала је велики проблем за Југославију, јер би грчком капитулацијом био одсечен приступ Солуну, што је био основа свих југословенских одбрамбених планова. Стога је одмах одржан састанак регента кнеза Павла, председника владе Драгише Цветковића, министра спољних послова Александра Цинцар-Марковића, министра војске и морнарице Милана Недића, начелника Главног ђенералштаба Петра Косића и министра двора Милана Антића. Кнез Павле је тражио од генерала Недића том приликом да генералштабу нареди израду плана за могући напад на леви бок италијанских снага у Грчкој, ако би изгледало да ће ускоро заузети Солун. Међутим, Недић је схватио састанак као поднесе меморандум који је 1. новембра 1940. доставио кнезу Павлу и премијеру Драгиши Цветковићу. Недић је био свестан тешког стратегијског положаја Југославије и слабости југословенске војске, и био је обузет дефетизмом и неверицом у могућност отпора Немачкој после слома Француске. Сутрадан им је обојици лично изложио своје ставове, додајући нова објашњења у погледу неспремности Југославије за рат против сила Осовине. Недић је предложио прекидање политике неутралности и да се Југославија прикључи Силама Осовине и нападне Грчку да би узела Солун. Због отвореног сврставања уз Немачку Адолфа Хитлера Недић је смењен. У меморандуму су се нашле спољнополитичке идеје Димитрија Љотића. Пошто су том приликом утврђене Недићеве везе са Љотићем и да се Љотићев „Билтен” штампа у штампарији Министарства војске, Недић је смењен са дужности 6. новембра 1940. и стављен под присмотру. Формалан разлог за смену било је неспремност југословенске војске приликом битољског инцидента, а прави везе са Љотићем. Љотићев Збор је забрањен, сам Љотић стављен у кућни притвор, а чланови Збора углавном су похапшени, јер се тврдило Збор са Недићем и групом официра припрема заверу.

### Други светски рат

#### Априлски рат
Недић је реактивиран пред Априлски рат и постављен за команданта Треће групе армија на фронту којим се Македонија бранила од немачког напада из Бугарске, а Црна Гора и Косово од италијанског напада из Албаније. Његова група армија није успела да спречи делове 12. немачке армије да прођу из правца Бугарске. Тај најважнији фронт којим је бранио везу са Грчком је убрзо пробијен и Недић је морао да се повуче ка унутрашњости Србије. Немци су већ другог дана рата заузели Скопље и упали у Грчку.
Недић је крај Априлског рата дочекао у Палама. У расулу је био један од ретких генерала који није доспео у заробљеништво и већ се 19. априла вратио у Београд, где је од немачке управе добио „одсуство из ратног заробљеништва” и стављен је у кућни притвор. Вермахт је 20. маја 1941. одлучио да се Недић пусти на слободу. Југословенска влада га је 28. априла 1941. прогласила одговорним за распад југословенске одбране у Македонији током инвазије сила Осовине. 

#### Формирање Владе народног спаса
Недић је од самог почетка немачке окупације био у кругу истакнутих српских личности коме су Немци хтели да повере управу над окупираном Србијом, али су се ипак одлучили за Милана Аћимовића. Недић је изгубио сина и снају у експлозији муниције 5. јуна у Смедеревској тврђави.
У Србији је у првој половини јула избио устанак који су предводили комунисти. Већ тада Немци су сматрали да је Аћимовићева влада без икаквог угледа међу Србима, и сматрали да га замене ауторитативнијом личношћу. Недић се први пут помиње као кандидат за председника марионетске владе већ током прве половине јула. Немачко министарство спољних послова упутуло је у августу 1941. дипломату Едмунда Фезенмајера да обави разговоре са потенцијалним кандидатима за Аћимовићевог наследника. После неколико разговора са потенцијалним кандидатима, Фезенмајер је одлучио да је Недић најбољи избор. Средином августа одржан је шири скуп београдских политичара, представника свих партија, комора, удружења, Универзитета и организација, са 70-80 присутних, на ком је Недић формално добио мандат за састав „владе народног спаса”. На саслушању у истражном затвору после рата Недић је о тој конференцији изјавио и следеће: „Конференцију је отворио Аћимовић, указавши на тешку ситуацију и на то да комесарска управа није могла да одговори својим дужностима, због чега је поднела оставку…” Немци су Недића сматрали довољно поузданом особом јер је било познато да он верује у немачку победу и да је жесток противник комуниста. Такође су му запретили да ће, уколико не прихвати понуђену позицију, позвати бугарску војску да окупира Србију и Београд, а њега одвести у Немачку као ратног заробљеника. Заповедник Вермахта Хајнрих Данкелман је одлучио да повери Недићу управљање окупираном Србијом. Љотић и Аћимовић су подржавали Недића, из страха да Немци не поставе оног другог на чело владе. Након неколико преговора са Аћимовићем, шефом Гестапоа Карлом Краусом и Георгом Киселом и одбијања, Недић је прихватио место председника марионетске владе, назване Влада народног спаса, која је формирана 29. августа 1941. године. Недић је Данкелману поставио неколико услова: да се српској влади дозволи оснивање оружаних снага до 10.000 људи и више ако је потребно, да се из немачког заробљеништва врате стари и болесни припадници бивше југословенске војске и они који би користили Недићевој влади и да се спрече прогони и убијања Срба на територији НДХ и под бугарском и мађарском окупацијом, као и још неке додатне уступке као што је коришћење српских симбола и да борба против партизана буде у надлежности Недићеве владе и да се Немци мешају само у случају потребе. Не постоје извештаји о томе да ли је Данкелман прихватио све Недићеве услове, али је позитивно одговорио на неке затражене уступке, као што су употреба српских народних и државних симбола. Марионетска влада у окупираној Србији чије су оснивање иницирали Немци имала је ограничене могућности за деловање. Она није имала међународно признање, јер међународна заједница није признала укидање и поделу Југославије. Њена овлашћења, ограничена од самог почетка, све више су смањивана током времена, што је било посебно фрустрирајуће и тешко за Недића.
Дана 1. септембра 1941. Недић је одржао говор на Радио Београду, где је објавио намеру своје администрације да „сачува срж српског народа”, прихватајући окупацију и радећи за Немце. Такође је говорио против организовања отпора окупаторским (немачким) снагама. Практично истовремено са Недићевим устоличавањем, устанак у Србији се разбуктао јер су се партизанима придружили и неки четнички одреди. Главни Недићев задатак као председника владе је била пацификација Србије, супротстављајући се углавном партизанима. Непосредно по ступању на дужност, Недићева влада је донела прву меру против комуниста у виду Уредбе о преким судовима којом су по кратком поступку осуђивани на смрт. Недићеву колаборацију осудили су партизани, краљевска југословенска избегличка влада у Лондону, и Драгољуб Михаиловић и поред све посредне сарадње са њим. Истовремено са узимањем учешћа у борби против окупатора, Михаиловић је већ почетком септембра 1941. упутио делегацију на састанак са генералом Недићем ради договора о заједничкој борби против партизана. Делегацију су чинили потпуковник Миодраг Павловић и мајор Александар Мишић, син војводе Живојина Мишића. Недић је након склапања споразума одмах издао новчану помоћ, коју је делегација понела са собом. Недић је потом одмах отишао код команданта Србије, генерала Хајнриха Данкелмана, с молбом да одобри легализацију Михаиловићевих четника, што је Данкелман одмах прихватио. Недић се надао да ће неутралисати Михаиловића и натерати га да прекине сарадњу са партизанима, након чега би се Недић могао сконцентрирати своје одреде против партизана и завести ред и мир у Србији.
Нова влада није била ништа успешнија од свог претходника, па је Недић на седници владе 16. септембра 1941. предложио да се она распусти и да се дозволи суседним државама да одржавају ред у Србији. Међутим, министар Михаило Олћан је предложио да се од домаћег становништва оформе добровољачке јединице и обећао да преко Збора може пронаћи 500 добровољаца. Чак пре него што је Недић ступио на челу марионетске владе, Немци су склопили споразум са Костом Пећанцем да пребаци неколико хиљада својих четника у Недићеву жандармерију. Стварна власт у окупираној Србији је лежала у администрацији војног заповедника, који је контролисао и немачке и српске квислиншке оружане снаге. Франц Беме, војни заповедник Србије, је одговорио на нападе устаника спровођењем немачке политике одмазде да се 100 особа стреља за једног убијеног, а 50 особа за једног рањеног Немца. Прве одмазде на територији на којој су деловали устаници извршене су у Мачви, а највећи покољи у Краљеву и Крагујевцу. Одмазде су се на крају показале као контрапродуктивне за Немце, пошто је тиме уништена свака могућност да Недићев режим стекне већу подршку Срба. Откривено је да су међу стрељанима у Краљеву били и радници фабрике која је производила авионе за силе Осовине. Недић је апеловао да се стрељања Срба зауставе, а Беме се сагласио и наредио обуставу стрељања. Када је крајем октобра 1941. године, Михаиловић отпочео непријатељства са партизанима, Недић је с мањим жаром исказивао своје непријатељство према Михаиловићу. Ипак, како је Михаиловића западна пропаганда славила као вођу отпора немачкој окупацији, ови контакти су на неко време заустављени. У новембру су и неки Михаиловићеве четници легализовали свој статус у Недићевој влади и били придодати жандармерији као помоћне трупе. Уз Недићеву помоћ Немци су успели да умире Србију и да присили на повлачење комунистичке партизанске одреде и оне четнике који се нису сложили да сарађују са Немцима.  Преосталим четничким одредима у Србији је дозволио легализацију, тј. стављање под његову команду.
Немци су после сламања партизанске Ужичке републике, покушали да уклоне и Михаиловића као потенцијалну опасност. Међутим, Михаиловић им је побегао, па су Немци сумњали да је Михаиловића упозорио неко близак Недићевој влади, министар унутрашњих послова Аћимовић или пуковник Коста Мушицки, командант Љотићевих добровољаца, који је изведен пред немачки Војни ратни суд у Београду и осуђен на казну смрти стрељањем. Само захваљујући Недићевој интервенцији и његовој претњи оставком, Мушицки је ослобођен смртне казне и осуђен је на једногодишњу затворску казну. Хапшење Мушицког и немачке оптужбе је довело Недића у тежак положај, али му је успело да убеди Немце да за то није знао и да је у ствари изричито забранио Аћимовићу да одржава везе са Михаиловићем.
Како су после гушења устанка Немцима биле потребне јединице за друге фронтове, оно су повукли своје снаге из Србије и, да би их одменила крајем 1941. бугарска војска је у три фазе ушла на простор Недићеве Србије, под оперативним надзором Немаца, иако се Недић зарицао да ће извршити самоубиство ако до тога дође.
До напада нацистичке Немачке на СССР, у окупираној Србији је владао ред и мир, што је омогућило примање великог броја избеглица, углавном српског порекла западних делова Југославије које је контролисала колаборационистичка Независна Држава Хрватска (у данашњој Хрватској, Босни и Херцеговини и Срему), Срба из Бачке и са Косова и Метохије, али такође и протеривање Словенаца у Србију, укључујући и Милана Кучана, који је био дете у то време. Често се прецењује улога коју је Недић имао у прихвату избеглица. Из немачких извора се види да су Немци захтевали да се прогони зауставе, а прогнани Срби прихвате. Избегло српско и словеначко становништво је мрзело немачке окупаторе и укључивало се у партизане или четнике у Србији. Немци су прихватом избеглица спречавали развој устанка у НДХ, јер су Срби, уместо бекства у шуме и планине, долазили у Србију, под контролу власти. Квислиншка влада је запошљавала избеглице на места упражњена отпуштањем Јевреја, жена и нелојалних Срба. Неке избеглице су регрутоване у квислиншку жандармерију, СДС и СДК.

#### Активности до 1943.
Недић је са генералом Данкелманом склопио усмено неке споразуме о проширењу својих овлашћења, али након Данкелманове смене у септембру 1941, на те споразуме Данкелманови наследници су игнорисали и Недићева власт се постепено смањивала. Недић је непрестано имао тешкоћа с немачким војним властима, неколико пута је претио оставком и вршио бројне промене у свом кабинету. Иако је његова власт крајем 1943. практично престала да постоји, остао је на положају све до краја немачке окупације Србије, до почетка октобра 1944.
Недић није имао никакве стварне моћи у доношењу одлука, а био је потпуно свестан да му Немци уопште не верују. Након јануара 1942. морао је и он прогутати неугодан завршни чин да су већину његове земље окупирали Бугари, који су од почетка до краја били крајње омрзнути од стране српског народа. Немци су одузели Недићу команду над Српском државном стражом, коју су ставили под команду СС генерала Аугуста Мајснера. Имао је мање-више трајних проблема с дисидентским елементима у својој влади. С друге стране, четници су се успешно инфилтрирали на свим нивоима у Српску државну стражу и администрацију. Окупатор и квислинзи нису успели потпуно да пацификују Србију и реше се партизана. Српски народ га је углавном посматрао са неповерењем, па и са мржњом, мада је у почетку имао подршку приличног броја својих земљака, који су веровали да је спасио много српских живота и кад је на велико опомињао становништво да не предузима акције насиља и саботаже. Али како се рат развијао бивало је све јасније да ће Немци изгубити, па је и подршка Недићу непрестано опадала.
Недић је током рата био противник Југославије, али је остао монархиста одан краљу Петру II и династији Карађорђевић. Недићевој влади је немачка окупациона управа дозволила држање ограничене наоружане формације назване Српска државна стража која је у почетку бројала око 17.000 људи. Поред тога, од присталица Димитрија Љотића формиран је Српски добровољачки одред (касније Српски добровољачки корпус) под административном надлежношћу Недићеве владе. СДС и СДК били су наоружани и опремани од стране немачке окупационе управе и били су јој тактички потчињени. У мањим акцијама ове снаге деловале су самостално, а у већим под немачком тактичком командом. Главни задатак Недићеве владе била је борба против оружаних формација непријатељских према немачкој управи и терор према политичким противницима. Недић је послао Аћимовића у заробљеничке логоре у Немачкој да међу заробљеним официрима бивше југословенске војске испита расположење према квислиншкој влади, као и то да ли желе да се врате у земљу и ставе јој се на располагање. Немци су ослободили део заробљених официра и војника, који су враћени у Србију, и распоређени у министарства и Српску државну стражу. Први значајан меморандум окупационим властима који је упутила Недићева влада био је састављен у марту 1942. У њему је исказано незадовољство немачким третманом Владе народног спаса и затражили да се ојача њен положај. Недић је предложио да се СДК и Пећанчеви четници укључе у склоп СДС и да он преузме контролу над овом силом, да се именује регент који би владао Србијом у име краља Петра II и да се повуче бугарска војска, али је тај предлог оштро одбијен. Недић је 28. марта 1942. наговестио Турнеру да је, у случају његовог одласка, Љотић једина особа која би се могла узети у обзир да буде његов наследник на месту председника Владе народног спаса. Турнер је оценио да „Недић не може бити озбиљан по томе јер је Љотић био пророк и визионар, а не вођа и политичар”.
Недићева влада обезбеђивала је комуникације, омогућавала привредну експлоатацију Србије од стране Немачке и врбовала раднике за рад у Немачкој. Даље, бавила се пронемачком, антисемитском, антимасонском, расистичком, антикомунистичком, античетничком и антисавезничком пропагандом.
Једна од сталних жеља Милана Недића је било проширење територије Србије под привидним надлежношћу његове владе. У првој фази, Недићева влада претендовала је на источни део Босне и део Херцеговине (негде око 17 срезова), затим на Срем и део Далмације који су припали НДХ. Са својим братом Милутином (који је пуштен из немачког заробљеништва почетком 1942) и осталим сарадницима, Недић је почетком фебруара 1942. упутио меморандум војноуправном команданту Србије, генералу Паулу Бадеру који се тицао припајања Србији источних делова НДХ. Бадер се у почетку сложио са меморандумом и у Београд су позвани четнички командант источне Босне Јездимир Дангић, усташки министар Вјекослав Вранчић и домобрански пуковник Федор Драгојлов. Хрватска страна се супротставила овом меморандуму, па је и Бадер променио мишљење и овај Недићев покушај је пропао.
Марионетска влада коју су успоставили Немци била је мало више од помоћног органа немачких окупационих власти, узимајући у обзир управљање територијом и дељењем кривице због окрутне немачке власти. Влада није имала међународно признање, чак ни унутар Осовине. Овлашћења владе, прилично ограничена од самог почетка, временом су се додатно смањивала, што је било посебно фрустрирајуће и отежавајуће за Недића. Упркос жељама Недићеве владе за успостављањем независне државе, подручје је опстало подређено немачким војним властима до краја окупације.
У лето 1942. године дошло је до кризе владе због одлуке Немаца да из Србије извезу у Немачку 2.000 вагона пшенице. Пошто је влада ову пшеницу наменила за помоћ српским избеглицама и сиромашнима, неки министри из владе поднели су оставку, а и сам Недић је најавио сопствену оставку уколико се не одустане од извоза пшенице. Немци су тада одустали од своје првобитне намере и из Србије су извезли само мању количину жита и то тек пошто су задовољене потребе становништва. После ове кризе, влада је 8. октобра 1942. реконструисана, када уместо старих, у њу улазе четири нова министра.
У духу националсоцијализма, Недићева влада је својим декретима прво спровела одлуке окупационих власти о губљењу права на рад Јевреја и Рома. Уредбама Недићеве владе је забрањено „Јеврејима и Циганима” да раде у државним службама, да буду студенти београдског Универзитета, да учествују у Националној служби рада за обнову Србије, а сва њихова имовина проглашена је власништвом Србије без накнаде. У мају 1942. Немци су објавили да је Србија очишћена од Јевреја.
Недићева влада наводно је била мотивисана бригом за очување Србије у миру како би спречила проливање српске крви. Режим је извршивао немачке захтеве верно, са циљем да обезбеди место Србији у Новом европском поретку који стварају нацисти.. Режимска пропаганда је представљала Недића као „оца Србије”, који обнавља Србију и који је прихватио своју улогу да спасе српски народ. Институције које је основала Недићева влада су биле сличне онима у нацистичкој Немачкој, док су документи које је потписивао Недић користили расистичку терминологију узету из националсоцијалистичке идеологије. Пропаганда је славила „српску расу”, прихватајући њено „аријевство” и одређивала „српски животни простор”. Апеловало се на омладину да прати Недића у изградњи новог поретка у Србији и Европи.
Недић се надао да ће његова колаборација сачувати оно што је остало од Србије и избјећи потпуно уништење нацистичком одмаздом. Лично је одржавао контакт са краљем Петром у изгнанству, уверавајући краља да он није нови Анте Павелић, док су Недићеви браниоци наводили да је он био као Филип Петен, који се налазио на челу Вишијевске Француске и који је тврдио да је бранио француски народ када је прихватио окупацију и негирао је да је предводио слаби квислиншки режим.
Недић је желео да убеди јавност да је за Србију рат завршен априла 1941. Своје време је описивао као време после рата, тј. као „време мира, напретка и спокојства”. Недић је тврдио да су све акције његове владе одобрене од окупатора, коме народ треба да буде захвалан за „обезбеђен живот и часно место сарадника у изградњи новог света”. Колаборационистички режим је имао непоколебљиву веру у немачку победу, међутим у Србији није успео да освоји наклоност великог дела српског народа, који се више окретао четницима и партизанима. Недић се искрено трудио да умањи српске жртве, али према комунистима није показивао никакву милост. У својим прогласима је позивао на уништење комунизма и затирање сународника који су узели учешћа у народноослободилачком покрету.
Михаиловић је вршио притисак преко избегличке владе јавним осуђивањем Недића, Љотића и Пећанца, одузимањем чинова Недићевим генералима и другим официрима и стављањем колаборациониста под слово „З”. У августу и септембру 1942. Недић је још једном покушао да стави СДС под своју команду, али је ново немачко одбијање довело да размишља о оставци. Недић је и раније претио оставкама из сличних разлога, али овај пут Немци су га озбиљније схватили и понудили му пријем код Адолфа Хитлера. До овог тренутка Недићев ауторитет је постао безначајан, али није хтео да напусти Немце. Упркос његовим честим жалбама, Немци су и даље сматрали Недића најбољом особом за председника марионетске владе. У октобру 1942. Недић је реконструисао своју владу и из ње отпустио неколико министара, међу којима и Олћана, вођу Љотићеве фракције, и Аћимовића, вођу Стојадиновићеве фракције и наклоњеног Михаиловићу.
Недић је у сељаштву видео основу српског друштва, сељаштво је било „праизвор” животне снаге и представник „расних особина српског народа”. Село је током читавог рата глорификовано и супротстављано „однарођеном” граду, који је приказиван као узрок свих несрећа и државне пропасти. Посебна мета осуде био је Београд јер је „изгубио” национална обележја и био „окупиран” Јеврејима, масонима и комунистима. У мају 1943. Недић је истакао као циљ стварање српске сељачке задружне државе, што је он назвао „српски национални социјализам”. По његовом налогу су Илија Пржић и Цветан Ђорђевић почетком 1943. године са групом сарадника саставили Главни циљ народно-задружног уређења државе, пројекат о „сељачкој држави”. Жеља је била да се унапреди материјални и духовни живот и ојача сељаштво. Држава би пружала сељацима помоћ, а на челу уједињених српских домаћина био би Милан Недић као врховни домаћин. Овај пројекат би претворио Србију у корпоративну државу блиску визијама Димитрија Љотића. Неки немачки званичници су сматрали да би требало подржати пројекат, док су му се супротставили генерал Мајснер и Хитлер, који је пројекат оценио „неправодобним”.
У међувремену су партизани израсли у војску значајне снаге и у лето 1943. су били поново активни широм Србије. Обновљене партизанске активности су дубоко бринуле одговорне немачке заповеднике, јер је снага окупационих снага знатно опала током релативно мирних месеци током 1942. Маја 1943. Недић је покушао да СДК повећа на пет пукова, али Немци то нису одобрили.

#### Нојбахерова мисија
После многих одлагања, Недић се 18. септембра 1943. срео са Хитлером у Берлину. Недић је Хитлеру предложио свој пројекат нове српске државе који је предвиђао уједињење Србије и Црне Горе (у њиховим тадашњим, ратним границама) са одређеним деловима територије НДХ који нису ушли у састав Бановине Хрватске на основу споразума Цветковић-Мачек из 1939. године. Хитлер није био заинтересован за обнављање државности Србије и њена територијална проширења, тако да је предлог Недића још током самог састанка одбијен. Заузврат, Недићу је обећано да ће му се дати команда над СДС и СДК. Након свог повратка у Београд, Недић је позвао војног заповедника Србије, генерала пешадије Ханса Фелбера, да би уговорили пренос команде, али му је Фелбер пренео да је добио наређење да не уради то. Све до 2. новембра 1943. Недићу није дата команда над СДС и СДК, а тада је преузео министарство унутрашњих послова и команду над свим српским оружаним одредима.
Крајем лета 1943. четници су водили врло тешке борбе против партизана зарад одбране Србије, свог главног упоришта, па су њихове потребе у оружју и муницији постале су крајње озбиљне. Једини могући извор снабдевања били су Немци, директно или преко Недићеве администрације. Истовремено, због све теже војне ситуације (пораст партизанске активности, капитулације Италије и императив надзирања великих простора југоисточне Европе), присилило је Немце да стварају друге војне снаге или да прошире постојеће. Немци су некако морали да се споразумеју са четницима и да појачају њихову ефикасност за борбу против партизана, као и да убеде српски народ да подржи нову политику, пре свега ублажавањем политике масовних репресалија. Због тога је у октобру 1943. у Београд послат Херман Нојбахер са специјалним овлашћењима. Нојбахер је имао овлашћење да прошири надлежност Недићеве владе. Међутим, како се Хитлер упорно противио Нојбахеровим предлозима, Недић је остао без моћи као и пре. Нојбахер је ипак успео да дође до извесног степена колаборације четника и Немаца и убрзо након његовог доласка, закључен је низ споразума о примирју између неколико истакнутих четничких команданата и немачких снага.
Недић је у немачку победу веровао све до у 1943. Капитулација Италије и порази на Источном фронту натерали су Немце да потраже нове савезнике међу четницима на антикомунистичкој основи. Недић се противио споразумима команде Југоистока са четницима који су тежили томе да их као немачке лутке одгурну у страну за вољу четника. Немачка војска је објашњавала Недићевом режиму да су уговори, склопљени између Немаца и четника, склопљени на заједничкој антикомунистичкој основи и да ће обе стране имати користи од тога. Међутим, било је очигледно да је Недићев положај пољуљан, а Михаиловићев ојачан. Четничка инфилтрација у Недићеву администрацију, која је и до тада била значајна, је сада постала очигледна. Са четницима су склапали договоре многи бивши и садашњи Недићеви чиновници: бивши министар унутрашњих послова Милан Аћимовић (који је још од 1941. одржавао контакте са четницима), шеф Српске државне безбедности Драгомир Јовановић и генерал Миодраг Дамјановић, шеф Недићевог кабинета и Михаиловићев човек.

#### Улазак Црвене армије
Према немачком документу, српске снаге које су се бориле на страни Немаца имале су од 15. марта до 15. августа губитке од 4.807 људи, од чега су 3.958 чинили „лојални четници”, 541 припадник Српског добровољачког корпуса и 308 припадника Српске државне и Српске граничне страже.
Крајем августа 1944. совјетска Црвена армија се приближила источним границама Југославије. Почетком септембра она је напала Бугарску и принудила је да се окрене против Немаца. Михаиловићеви четници су у међувремену били преслабо наоружани да се одупру партизанском продору у Србију тако да су неки његови официри се састали са немачким официрима да би уговорили састанак са Нојбахером и добили његову подршку. Ипак, идеја је стигла до Милана Недића који је предложио оснивање армије од уједињених антикомунистичких снага. Он је уговорио тајни састанак са Михаиловићем, који се десио око 20. августа. По доступним документима, њих двојица су се састали у затамњеној соби и Михаиловић је ћутао већину времена, тако да Недић после није био сигуран да је причао са правим Михаиловићем. Чини се да је Недић понудио да затражи оружје од Немаца и да стави своју Српску државну стражу под Михаиловићеву снагу, вероватно као покушај да промени страну, пошто је Немачка губила рат. Током августа немачки командант југоистока Максимилијан фон Вајхс покушавао је да од Хитлера добије одобрење да уједини Михаиловићеве и Недићеве снаге у јединствен српски корпус који би Немци опремили и који би се борио на њиховој страни. Нојбахеру се свидела идеја, али ју је Хитлер одбацио, који је сматрао да је ово покушај да се направи енглеска пета колона.

#### Крај рата и последњи дани
Дана 4. октобра 1944, Недићева влада је распуштена, а он је 6. октобра, заједно са већином својих министара, пребачен, по одлуци Немаца, из Београда преко Будимпеште у Беч, а касније у Кицбил. Кицбил је било место где су биле смештене све владе чије су земље Немци окупирали. Недић је 25. маја 1945. написао писмо генералу Ајзенхауеру, нагласивши да је он увек био тајни савезник Михаиловића. Америчке снаге су Недића предале комунистима 1. јануара 1946. године.
Недић је затворен у Београду, и редовно га је саслушавао мајор Мило Милатовић. Београдске новине су 5. фебруара објавиле вест да је Милан Недић извршио самоубиство скочивши кроз прозор док чувари нису пазили.
Миодраг Младеновић, капетан ОЗНЕ тврди да је Недић 4. фебруара 1946. године сахрањен на Централном гробљу у Београду.

## Покушаји рехабилитације
Прву иницијативу за рехабилитацију Недића поднели су 1992. у Народној скупштини Републике Србије посланици Српског покрета обнове Слободан Ракитић, Војислав Недељковић, Влатко Вуковић и Милан Миковић. Та иницијатива је прошла незапажено. Од 1992. у Звездара театру се играла представа Ђенерал Милан Недић Синише Ковачевића.
Српска академија наука и уметности је уврстила Милана Недића у свој списак 100 најзнаменитијих Срба. Недићев портрет је био уврштен међу портрете других српских председника владе у згради владе Србије за време мандата Војислава Коштунице. Уклоњен је 2008. на захтев потпредседника владе Ивице Дачића.
Ванпарламентарна Српска либерална странка Косте Чавошког је 2008. године затражила рехабилитацију Милана Недића. Решењем вишег суда из 2014. одбачен је захтев за судском рехабилитацијом Милана Недића. У јулу 2015. поново је почео поступак. Прво рочиште је одржано у децембру 2015. године, седам година након подношења захтева. У јулу 2018. Виши суд у Београду је донео решење којим је захтев за рехабилитацију одбијен.
Апелациони суд у Београду је 23. априла 2019. године правоснажно одбио рехабилитацију Милана Недића.
Сврстан је у 100 најзнаменитијих Срба.

## Дела
Милан Недић је за живота објавио три књиге:
- Српска војска и солунска офанзива
- Српска војска на Албанској Голготи
- Краљ Александар Први Ујединитељ